# Новобедеєво
Но́вобеде́єво (рос. Новобедево, башк. Яңы Бәҙәй) — присілок у складі Нурімановського району Башкортостану, Росія. Входить до складу Красногорської сільської ради.
Населення — 73 особи (2010; 79 у 2002).
Національний склад:
- марійці — 83 %